# تشارلز إف. كاري
تشارلز إف. كاري هو محامي وسياسي أمريكي، ولد في 14 مارس 1858 في نابرفيل في الولايات المتحدة، وتوفي في 10 أكتوبر 1930 في واشنطن العاصمة في الولايات المتحدة. نشط حزبياً في الحزب الجمهوري. وقد انتخب عضو جمعية ولاية كاليفورنيا ‏ وانتخب عضو مجلس النواب الأمريكي ‏.